# Generalmajor
Pour des grades similaires dans d'autres armées, voir Major général.
Generalmajor (GenMaj) est un grade d'officier général de l'armée allemande et de l'armée autrichienne.
Ce grade est exclusivement utilisé dans l’armée de terre, ainsi que dans l’armée de l’air après sa création. Il n'est pas utilisé dans la marine, où son équivalent est Flottillenadmiral ou Konteradmiral selon les époques.

## Dans l’armée d’aujourd’hui

### Allemagne (Bundeswehr)
Depuis 1955, le grade de Generalmajor de la Bundeswehr correspond au grade de général de division de l'armée française actuelle, ou au grade de major-général de l'armée belge. La Bundeswehr, qui était l'armée de l’Allemagne de l'Ouest, est aujourd'hui l'armée de Allemagne réunifiée.
Grade de Generalmajor dans la hiérarchie de la Bundeswehr, depuis 1955 :
- Brigadegeneral (une étoile) ;
- Generalmajor (deux étoiles), 2e grade dans le corps des officiers généraux ;
- Generalleutnant (trois étoiles) ;
- General (quatre étoiles).

## Dans les armées allemandes historiques (après 1871)
Utilisé depuis le XIXe siècle, la position relative de ce grade dans le corps des officiers généraux dépend de la période concernée. Avant 1955 en Allemagne, il correspondait au grade de général de brigade actuellement utilisé dans l'Armée française. Il s'agissait donc du grade le plus faible chez les officiers généraux. En considérant l’ordre hiérarchique ascendant, il suivait le grade de Oberst (colonel) et précédait celui de Generalleutnant (général de division).

### Deutsches Heer
La Deutsches Heer était l'armée de terre de l'Empire allemand.
Grade de Generalmajor dans la hiérarchie de la Deutsches Heer, de 1871 à 1919 :
- Generalmajor, 1er grade dans le corps des officiers généraux ;
- Generalleutnant ;
- General (général d'une arme en particulier, par exemple General der Kavallerie pour général de cavalerie) ;
- Generaloberst (depuis 1854) ;
- Generalfeldmarschall.

### Reichswehr
La Reichswehr était l'armée de la république de Weimar et des deux premières années du Troisième Reich.
Grade de Generalmajor dans la hiérarchie de la Reichswehr, de 1921 à 1935 :
- Generalmajor, 1er grade dans le corps des officiers généraux ;
- Generalleutnant ;
- General (général d'une arme en particulier, par exemple General der Infanterie pour général d'infanterie) ;
- Generaloberst.

### Wehrmacht
La Wehrmacht était l'armée régulière sous le Troisième Reich.
Grade de Generalmajor dans la hiérarchie de la Wehrmacht, de 1935 à 1945 :
- Generalmajor, 1er grade dans le corps des officiers généraux ;
- Generalleutnant ;
- General (général d'une arme en particulier, par exemple General der Artillerie pour « général d'artillerie ») ;
- Generaloberst ;
- Generalfeldmarschall ;
- Reichsmarschall[c].

### Waffen-SS
La Waffen-SS, créée en 1939, était la composante militaire de la SS, l'organisation paramilitaire rattachée au parti nazi. C'était donc une force militaire complémentaire à la Wehrmacht ; son objet était ainsi de participer aux combats de la Seconde Guerre mondiale.
Grade de Generalmajor dans la hiérarchie de la Waffen-SS, de 1939 à 1945 :
- SS-Brigadeführer und Generalmajor der Waffen-SS ;
- SS-Gruppenführer und Generalleutnant der Waffen-SS ;
- SS-Obergruppenführer und General der Waffen-SS ;
- SS-Oberst-Gruppenführer und Generaloberst der Waffen-SS ;
- Reichsführer-SS[d].